# Coprates (Gradfeld)
Das Coprates-Gradfeld gehört zu den 30 Gradfeldern des Mars. Sie wurden durch die United States Geological Survey (USGS) festgelegt. Die Nummer ist MC-18, das Gradfeld umfasst das Gebiet von 45° bis 90° westlicher Länge und von −30° bis 0° südlicher Breite. Es ist bekannt für den „Grand Canyon des Mars“, das Valles Marineris Canyon-System. 
Der Name stammt von einem gleichnamigen Fluss im antiken Perserreich, den Diodor in seinem Geschichtswerk erwähnt.